# Белведере (Варшава)
Вижте пояснителната страница за други значения на Белведере.
Белведерският дворец (на полски: Pałac Belwederski), или само Белведере, е дворец във Варшава, разположен недалеч от Кралския замък.
Понастоящем Белведере се използва от президента на Република Полша за церемониални цели. Дворецът в класически стил е издигнат през 1819 – 1822 година по проект на Якуб Кубицки на мястото на бароков дворец, изграден по проект на Якуб Фонтана.

## История

### До 1817 година
Теренът, на който се намира настоящият Белведере, е разположен в най-високата централна част на варшавския склон. През средновековието е принадлежал на мазовецките князе, които го подаряват на августинския орден към катедралата Св. Марчин. От 1533 г. там вероятно се е намирала вилата на кралица.
На мястото на настоящия дворец първоначално се е намирала малка крайградска дворцова постройка, издигната през 1659 – 1660 г. от Кшищтоф Зигмунт Пац и съпругата му Клара Изабела. Възможно е дворецът да е престроена резиденция на кралица Бона.
Тъй като от мястото, на което е издигнат, се разкрива прекрасна гледка към цялата околност, дворецът получава името Белведере (от италиански – хубава гледка). През 1685 Клара Изабела Пац прехвърля двореца на доведения си син Кажимеж Михал Пац, който от своя страна през 1687 г. го продава на Катажина Михаловска. През първата половина на XVIII век дворецът се връща в притежание на семейство Пац, които около 1740 г. изграждат на мястото на първоначалната малка дворцова постройка нова сграда в стил късен необарок по проект на Юзеф Фонтана. По-късно Белведере става притежание на рода Любомирски.
През 1767 г. дворецът става собственост на Станислав Август Понятовски, който през 1768 г. създава в северната част на двореца Кралска фабрика за керамика. Причината точно Белведере да бъде избран за място на това производство е, че в близкия кв. Мокотув е открита подходящата суровина. Първоначално се правят опити за производство на порцелан, но след няколко неуспешни опита започва производството на фаянс. Изработват се основно предмети за ежедневна употреба, необходими за кралския двор – сервизи за хранене, купи, кани за вода, плочки за печки, свещници и вази. Фабриката притежава склад и магазин на улица „Краковске пшедмешче“. Изделията на Белведере са били означавани с думата „Varsovie“ или с буквата „B“ и се отличавали с високата си художествена стойност. Най-евтините предмети се продавали във варшавските магазини, както и в Краков, Люблин, Гродно и Вилнюс. Организацията на производството е типично занаятчийска, т.е. всеки работник изработва даден предмет изцяло, включително и декорацията му. Производството замира през 1783 г., като причина за това са твърде високите производствени разходи и конкуренцията. През 1770 г. Белведере попада в границите на територията, оградена от Любомирските валове.
Станислав Август Понятовски планира да разруши старата сграда и да издигне на нейно място нов представителен дворец. Автор на един от трите, представени му проекта е Ян Кристиан Камзетцер. Нито един от трите проекта не е реализиран.
След смъртта на краля, Белведере става собственост на неговия племенник Юзеф Понятовски, който през 1808 г. в замяна на дългове го предава на Онуфри Кицки.

### В периода 1818 – 1945 година
През 1818 дъщерята на Онуфри Кицки – Тереса Кицка продава Белведере на правителството на Полското кралство с цел да служи за седалище на великия княз Константин.
В периода 1818 – 1822 дворецът е изцяло реконструиран, като реконструкцията е направена по проект на Якуб Кубицки. Така е създадена нова сграда в класически стил, състояща се от първоначалния централен корпус и две странични крила, добавени към него под прав ъгъл. Великият княз живее там, заедно със съпругата си – ловицка княгиня Йоанна Груджинска, до избухването на ноемврийското въстание. В Белведере няколко пъти е изнасял концерти Фредерик Шопен.
Тъй като в близост до двореца не е имало място за стопански постройки, към Белведере е присъединен намиращият се наблизо парцел, разположен между сегашните ул. „Клонова“ и Любомирските валове. В периода 1819 – 1820 г. там е издигнат павилион с три крила, в който се помещават конюшнята и помещението за каретите, а в периода 1823 – 1824 г. там се намира манежът, който е запазен и до днес.
В периода 1593 – 1818 г. на юг от двореца се е намирала енорийската катедрала Св. св. Ана и Малгожата, както и катедралното гробище. Катедралата и гробището са затворени по решение Правителствената комисия по вътрешните работи през февруари 1818 г. Останките на влиятелни личности, между които Кажимеж Понятовски, Марчело Бачарели и съпругата му са ексхумирани и пренесени в криптата на катедралата Свети кръст и на катедралата Св. Йоан, а тленните останки на другите починали са пренесени на Швентокшиско гробище. На мястото на разрушения храм е изградена тераса, а функциите му са приети от катедралата Св. Александър на площад Три кръста (на полски Trzech krzyży).
За градината на Белведере се грижат граждани, наказани за различни провинения. Един от тях е Маурици Мохнацки (на полски Maurycy Mochnacki), който, окован в белезници, работи в градината в продължение на 40 дни.
През нощта на 29 ноември 1830 г. въстаниците атакуват Белведере, но те успяват да заловят княз Константин. Под ударите на щиковете загива намиращият се по това време в двореца руски генерал Алексей Жандр.
След потушаването на въстанието, Белведере, заедно с парка Лаженки, изпълнява функциите на царска резиденция. В една от залите на двореца е направен православен параклис. През 1849 г. в двореца умира великият княз Михаил Романов, пребиваващ по това време във Варшава.
По време на Втората световна война, през 1915 – 1918 г., дворецът е жилище и на варшавския генерал-губернатор Ханс Хартвиг фон Безелер.
От 29 ноември 1918 г. до 13 декември 1922 г. дворецът е седалище на Държавния глава Юзеф Пилсудски, а след 14 декември – седалище на президентите Габриел Нарутович и Станислав Войчеховски. На 25 октомври 1921 г. в Белведере се извършва бракосъчетанието на Пилсудски и Александра Шчербинска.
По време на майския преврат, на 12 май 1926 г., поради опасността от страна на верните на Юзеф Пилсудски, по искане на президента Станислав Войчеховски в Белведере се премества правителството на Винценти Витос. Верните на правителството военни части образуват т. нар. белведерска група, предвождана от ген. Мариан Кукел и подсилена от Десети пехотен полк от Лович. На 14 май войските на Пилсудски атакуват Белведере и мокотовското летище. Два снаряда улучват двореца и около 16.00 часа на същия ден президентът Станислав Войчеховски и повечето от членовете на правителството се евакуират пеша до Виланов.
След майския преврат, от 5 юни 1926 г., в ролята си на военен министър в двореца отново се настанява Юзеф Пилсудски, който остава там чак до смъртта си. Маршалът живее заедно със семейството си на първия етаж в дясното крило на Белведере, а в лявото живеят Александър Пристор и Валери Славек. Пилсудски умира в любимия си кабинет в двореца на 12 май 1935 г.
В периода 1935 – 1939 г. в двореца се помещава Музеят на Юзеф Пилсудски. Директорът му Адам Боркевич живее в лявото крило на двореца. Сградата е модернизирана и за покрива е изработено железобетонно покритие. През 1936 г. градините на парка Лаженки и двореца Белведере са свързани отново.
По време на отбраната на Варшава през септември 1939 г. немски артилерийски снаряд нанася поражения върху сградата на двореца.
На 5 октомври 1939 г., по време на единствената си визита в окупирана Полша, Адолф Хитлер посещава Белведере. След победния парад на окупаторските войски, канцлерът на Третия райх разглежда кабинета на Юзеф Пилсудски.
След като посещава града през ноември 1939 г., Йозеф Гьобелс прави предложение Музеят на Юзеф Пилсудски да бъде закрит. Хитлер веднага подкрепя предложението му. Музейната сбирка е преместена в Националния музей, където по-късно е частично унищожена. Белведере става варшавска резиденция на генерал-губернатора Ханс Франк. В периода 1940 – 1943 г. в двореца се извършва мащабна строителна дейност. Покривът е покрит с медна ламарина и е променена линията на наклона му. Преустроено е североизточното крило, а в централния корпус са изградени преградни стени, които образуват два широки коридора галерии, подът на централната зала е облицован с черен мрамор, а стените са боядисани в червено. Старите кестени, растящи покрай оградата на двореца, са изсечени, а чакълената настилка в двора е заменена с гранитни плочи.
След потушаването на Варшавското въстание, германците издълбават в зидовете отвори за динамит, но все пак сградата не е вдигната във въздуха.

### След 1945 година
През 1945 г. Белведере се превръща в квартира на Президиума на Националния съвет и на председателя му Болеслав Берут. Кабинетът на Берут се намира на първия етаж от страната на парка Лаженки.
От 1952 г. в двореца се помещава председателят на Държавния съвет и по този начин става последователно резиденция на: Александър Завадзки, Едвард Охаб, Мариан Спихалски, Юзеф Циранкевич, Хенрик Яблонски и Войчех Ярузелски. Белведере приема функцията, която до 1939 г. изпълнява Кралският замък, и посланиците на чужди държави започват именно там да връчват акредитивните си писма. След 1945 г. дворецът е преустройван и ремонтиран неколкократно.
В периода 1951 – 1955 г. в Белведере се провеждат събрания на най-високо ниво във връзка с възстановяването на разрушената по време на войната Варшава. Събранията са наречени „белведерски четвъртъци“ и в тях вземат участие Болеслав Берут, заинтересованите министри и председателят на Столичния национален съвет. През 1989 г. дворецът става резиденция на Войчех Ярузелски, а от 1990 г. на президента Лех Валенса, който през 1994 г. взема решение да премести резиденцията на президента в двореца на Министерски съвет (като същевременно наименованието на двореца се променя на Президентски дворец) на ул. Краковске Пшедмешче 46/48. В периода 2010 – 2015 г. в двореца живее Бронислав Коморовски заедно със семейството си.
По време на пилигримствата си до Полша папа Йоан Павел II трикратно посещава двореца, като на 2 юни 1979 г. и 17 юни 1983 г. именно там се среща с властите на Полската народна република. На 8 юни 1991 г. папата се среща с Лех Валенса и освещава параклиса на двореца, намиращ се в долната част на сградата. Белведере е управляван от Канцеларията на президента на Република Полша.

### Друга информация
От наименованието на двореца произлиза и името на улицата, която води до него Белведерска. Улицата е наречена така в края на XVIII век.

## Галерия
Дворецът Белведере е в непосредствена близост до обществения парк Лаженки, като туристическия поток създава затруднения за президентската охрана.
- Дворецът, изглед откъм парка Лаженки.
- Лаженки през 1775
- Статуя на Юсеф Пилсудски пред Белведере